# Lachnoloma
Lachnoloma é um género botânico pertencente à família Brassicaceae.